# Ubane
Ubane è un album di Mongo Santamaría, pubblicato dalla Vaya Records nel 1976.

## Tracce
Lato A
1. Cantandole al amor – 4:30 (Justo Almario)
2. Kindimbia – 4:09 (Mongo Santamaría)
3. Miedo – 5:18 (Rodgers Grant, Mongo Santamaría)
4. Serpentina – 4:07 (Mongo Santamaría)
5. Ubane (canto abacua) – 6:16 (Julio Collazo)

Lato B
1. Mañana – 5:11 (Mongo Santamaría)
2. Come candela – 4:25 (Mongo Santamaría)
3. No me importa – 3:50 (Mongo Santamaría)
4. Vengan pollos – 5:55 (Mongo Santamaría)
5. Cumbia tipica – 5:45 (José Madrid)

## Musicisti
- Mongo Santamaría - congas, bongos
- Justo Betancourt - voce
- Justo Almario - sassofono tenore, flauto, arrangiamenti
- Al Williams - sassofono alto, sassofono baritono
- Victor Paz - tromba
- Mike DiMartino - tromba
- Tom Malone - trombone
- Barry Rogers - trombone
- Gonzalo Fernandez - flauto
- José Madrid - pianoforte, arrangiamenti, accompagnamento vocale
- Marty Sheller - pianoforte, arrangiamenti, conduttore musicale
- Sonny Bravo - pianoforte
- Andy González - basso
- Steve Berrios - timbales, percussioni
- Julio Collazo - congas, güiro, cowbell, voce
- Héctor Hernández - congas
- Manny Oquendo - campana, bongos
- Hiram Remón - percussioni, accompagnamento vocale
- Adalberto Santiago - accompagnamento vocale
- Virgilio Martí - accompagnamento vocale
- Marcelino Guerra - accompagnamento vocale